# Rue des Trois-Gâteaux
La rue des Trois-Gâteaux (en alsacien : Dreiweckegässel) est une voie de Strasbourg située dans le quartier de la Krutenau. 

## Situation et accès
Parallèle à la rue des Bateliers, elle s'ouvre sur le quai des Bateliers entre le no 26 et le no 27. Longtemps une impasse, elle rejoint désormais la rue Modeste-Schickelé, après avoir marqué un angle droit à la hauteur du jardin Georges-Frédéric-Strass, un jardin partagé.
Depuis la piétonnisation du quai en octobre 2019, les véhicules n'accèdent plus aux rues perpendiculaires depuis les bords de l'Ill.

## Histoire et origine du nom

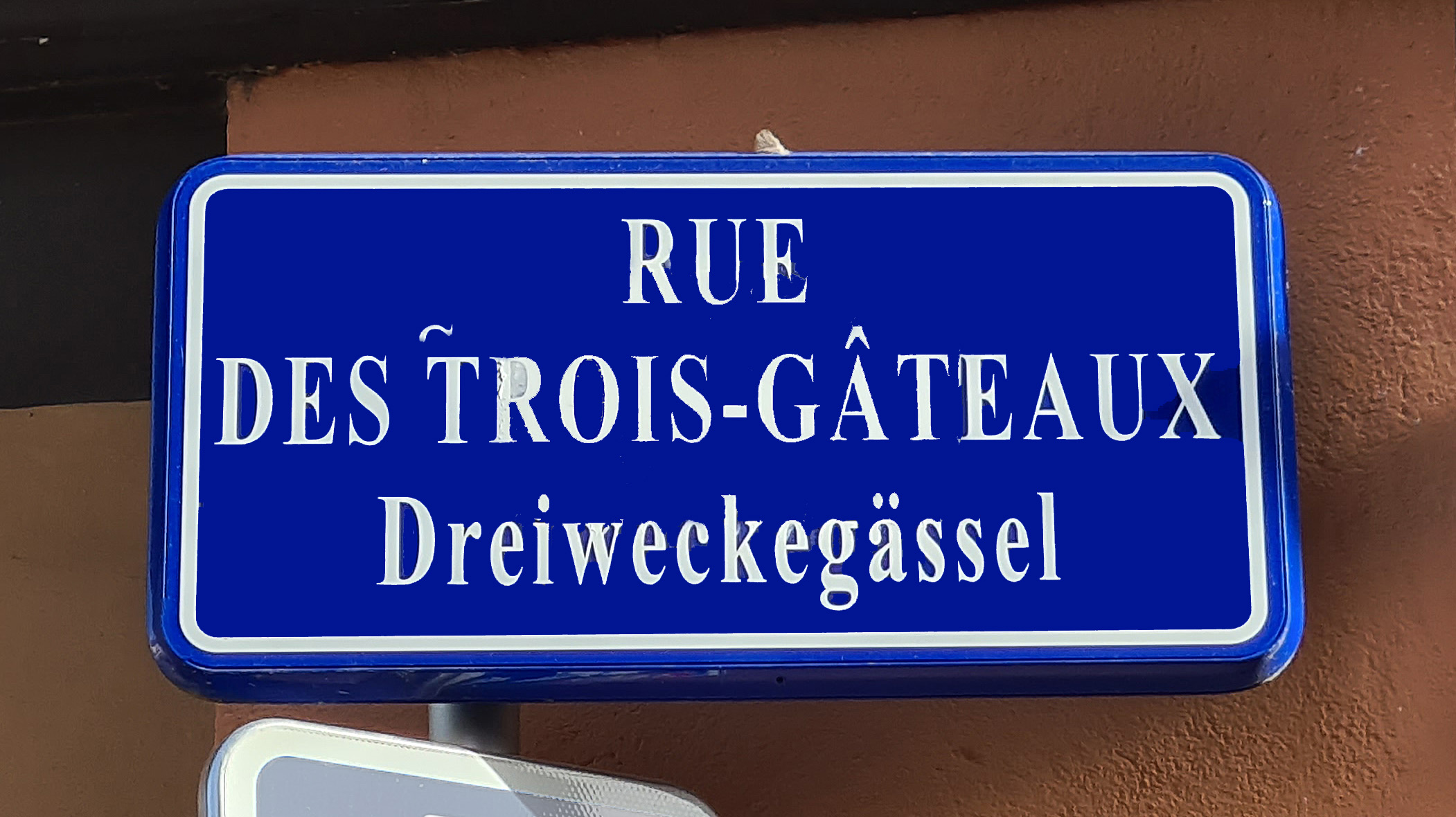
Plaque bilingue, en français et en alsacien.

Grüngasslin, en 1587, est la première dénomination citée, suivie par Hänffergässel (1614) et Hänfgässel (1763), sur le thème du chanvre que l'on retrouve également pour d'autres voies de Strasbourg.
À l'exception de la période révolutionnaire, où on la nomme « rue de la Groseille » (1794), la référence aux gâteaux (Wecken peut aussi être traduit par « petit pain ») persiste depuis le XVIIIe siècle :  rue des Trois-Gâteaux (1765), Drey-Wecken-Gässlein (1817), impasse des Trois Gâteaux (1856), DreiweckenGässchen (1872, 1918, 1940). L'« impasse des Trois Gâteaux » effectue son retour en 1945, mais, en 1960, elle devient la « rue des Trois-Gâteaux », puisqu'elle communique désormais avec la rue Modeste-Schickelé.
À partir de 1995, des plaques de rues bilingues, à la fois en français et en alsacien, sont mises en place par la municipalité lorsque les noms de rue traditionnels étaient encore en usage dans le parler strasbourgeois. Le nom de la rue est ainsi sous-titré Dreiweckegässel.

## Bâtiments remarquables

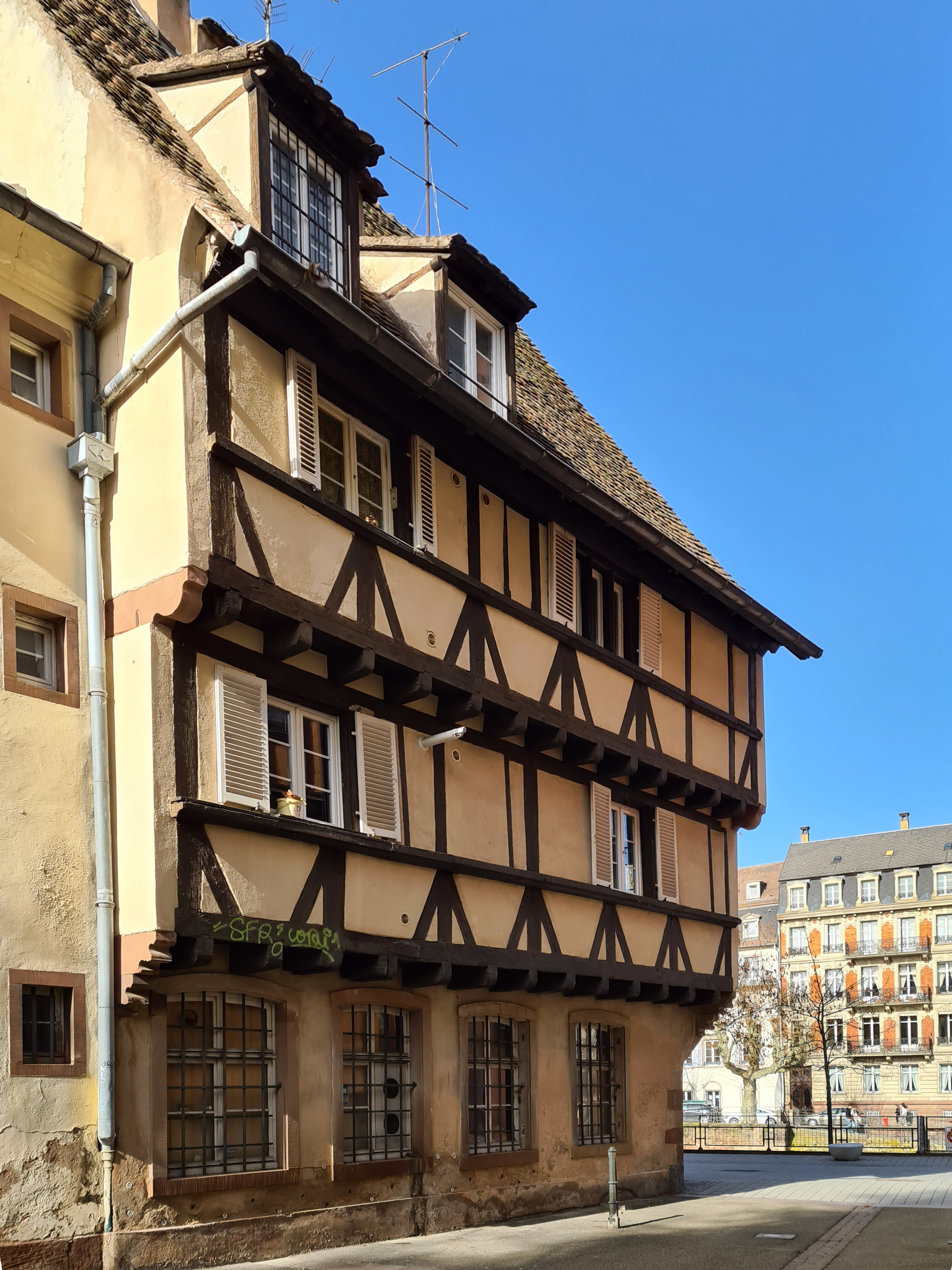
Maison à double encorbellement, côté rue.

Quai des BateliersÀ l'angle du no 26 du quai des Bateliers se trouve une maison à pans de bois du XVIIe siècle, dotée d'un double encorbellement donnant sur la rue (no 2), alors que la façade sur le quai est plus sobre.

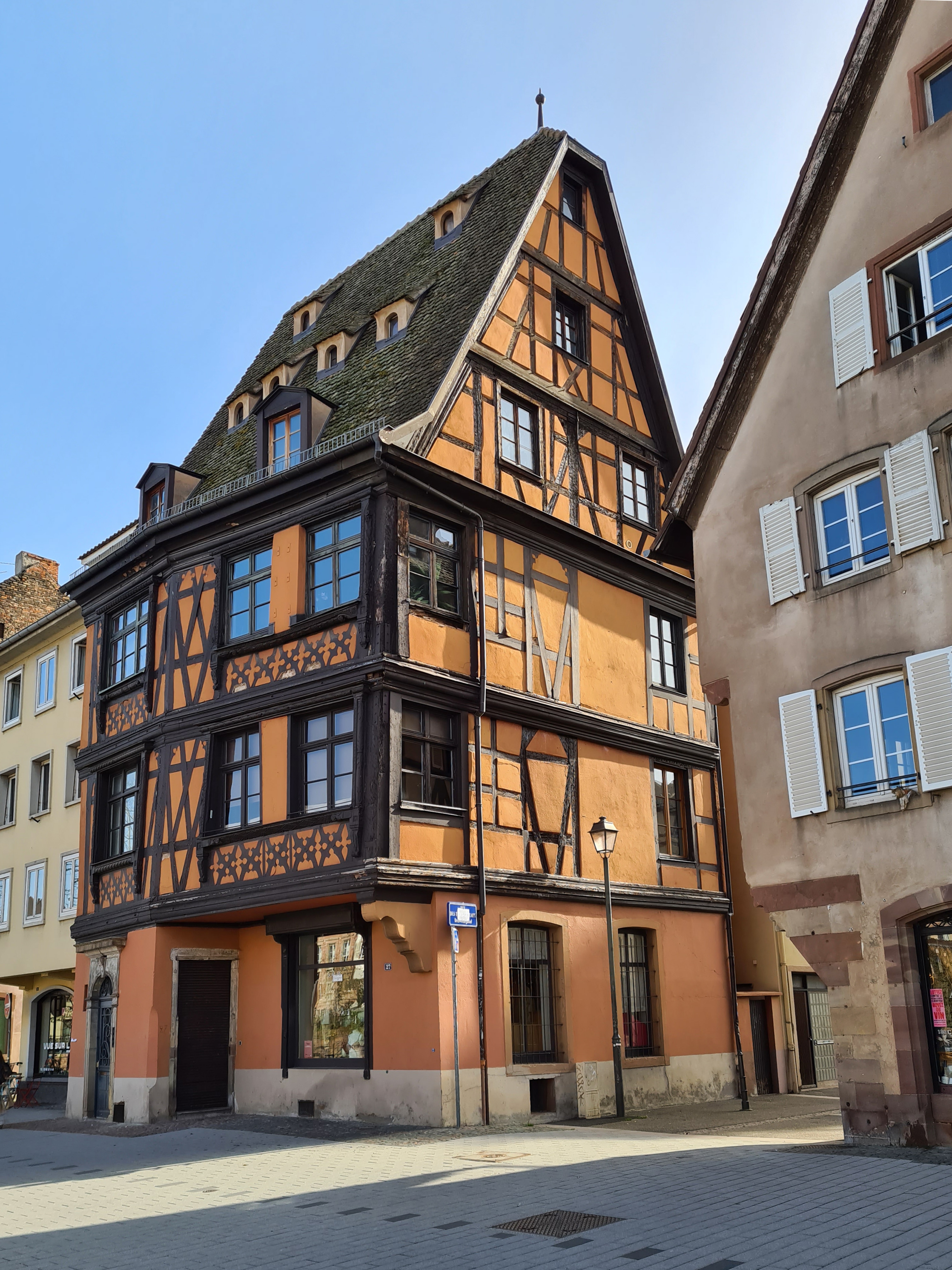
Les deux maisons d'angle, depuis le quai.

La maison formant l'autre angle de la rue, avec le no 27 du quai, a d'abord été reconstruite vers 1614, avant d'appartenir à des bateliers. 
Ses façades et sa toiture ont été inscrites à l'inventaire supplémentaire des monuments historiques en 1937, mais elle a été endommagée lors des bombardements aériens de 1944, puis restaurée en 1956.